# Струма
Струма или Стримон (буг. Струма, грч.  [] — Стримонас, стгрч. Στρυμών []) је једна од најзначајнијих река Балкана. Река Струма протиче кроз Бугарску и Грчку, а њен слив обухвата и делове Србије (босилеградски крај) и Северне Македоније. Укупна дужина реке је 415 km, а површина слива је 10.800 km².
Извор Струме је на планини Витоша у западној Бугарској. У почетном делу Струма тече ка западу, а затим ка југу и тај смер углавном задржава до ушћа у Егејско море. Највећи део тока је у бугарској покрајини Пиринска Македонија (290 km). Доњи део тока је у грчкој покрајини Егејска Македонија. На реци се налазе градови: Перник, Благоевград, Сандански (Бугарска), Сер (Грчка).
Река Струма има 42 значајне притоке. Најважније су Рилска река, Драговиштица, Благоевградска Бистрица, Коњска река, Санданска Бистрица, Струмица и Агитис. На реци постоје Кресненска клисура и Рупелска клисура.
Горњи ток долине Струме у околини Перника је познат по великим угљенокопима. Доњи ток је пољопривредно подручје, нарочито у области Сера.